# Asarum contractum
Asarum contractum là một loài thực vật có hoa trong họ Aristolochiaceae. Loài này được (H.L.Blomq.) Barringer mô tả khoa học đầu tiên năm 1993.